# إرفين جونسون
إرفين جونسون (بالإنجليزية: Ervin Johnson) مواليد 21 ديسمبر 1967 في نيو أورلينز، هو لاعب كرة سلة أمريكي سابق بدأ مسيرته الاحترافية في سنة 1993. اعتزل اللعب في 2006.

## روابط خارجية
- إرفين جونسون على موقع إن بي أي (الإنجليزية)
- إرفين جونسون على موقع سبورتس رفرنس (الإنجليزية)
- إرفين جونسون على موقع كرة السلة الأوروبية.كوم (الإنجليزية)
- إرفين جونسون على موقع كلية كرة السلة في سبورتس رفرنس.كوم (الإنجليزية)
- إرفين جونسون على موقع ريلجم (الإنجليزية)
- إرفين جونسون على موقع بروبوليرز (الإنجليزية)
- إرفين جونسون على موقع قاعة لويزيانا للمشاهير الرياضية (الإنجليزية)